# Chiesa dei Santi Giorgio e Caterina
La chiesa dei Santi Martiri Giorgio e Caterina dei Genovesi, sede della omonima confraternita, è una chiesa parrocchiale di Cagliari. L'edificio è situato in via Gemelli, alla base del colle, adibito a parco urbano, di Monte Urpinu, nell'omonimo quartiere.

## Storia
Una prima chiesa dedicata ai santi Giorgio e Caterina sorse a Cagliari alla fine del XVI secolo, come sede dell'"arciconfraternita dei santi martiri Giorgio e Caterina dei Genovesi". La confraternita, legata alla storia della fiorente comunità genovese di Cagliari, venne costituita nel 1587 dall'arcivescovo Francesco del Val ed eretta in arciconfraternita nel 1591 da papa Gregorio XIV. Inizialmente l'associazione aveva la sua sede presso una cappella della chiesa del convento di Santa Maria di Gesù (che occupava l'area dove oggi sorge l'ex Manifattura Tabacchi, in viale Regina Margherita). Per statuto i membri della confraternita dovevano avere origini liguri.

L'antica chiesa

La costruzione della nuova sede iniziò nel 1599, con la posa della prima pietra da parte dell'arcivescovo Alonso Lasso Çedeño. La chiesa, completata nel corso del XVII secolo, sorgeva in Sa Costa (attuale via Manno), nel quartiere Marina, con linee architettoniche richiamanti elementi del manierismo e del barocco, mentre gli interni custodivano diverse opere d'arte.
La facciata era caratterizzata da un portale, incorniciato da due colonne tortili e da un fastigio curvilineo, contenente lo stemma di Genova. L'interno era ad unica navata con cappelle laterali. La volta a botte dell'aula si presentava decorata a cassettoni.
La chiesa venne distrutta dai bombardamenti il 13 maggio del 1943, durante la seconda guerra mondiale.
Finita la guerra, si pensò alla ricostruzione della chiesa dell'arciconfraternita dei Genovesi. Un primo progetto, risalente al 1947, prevedeva la ricostruzione dell'edificio nell'area della chiesa distrutta, in via Manno (questo terreno venne invece successivamente venduto al gruppo La Rinascente).
Il progetto definitivo, da realizzarsi nella zona di Monte Urpinu, in un quartiere periferico in rapida espansione, venne ideato da Marco Piloni e Francesco Giachetti nel 1957. La chiesa divenne sede della parrocchia eretta il 23 novembre 1964 dall'arcivescovo Paolo Botto e da lui stesso venne consacrata il 23 novembre 1967. Nel 2001 venne realizzata la scalinata, prevista nel progetto del '57, che collega la chiesa alla sottostante via Scano.

## Descrizione
L'attuale chiesa, a pianta centrale, presenta esternamente otto facce, costituite da alte arcate paraboloidali, all'interno delle quali si alternano pareti in muratura e vetrate. Ciascuno degli otto "spicchi" che costituiscono l'edificio è raccordato a una lanterna, situata al centro e nella parte alta della chiesa.
Il portale è sormontato dallo stemma di Genova, recante il motto LIBERTAS, recuperato dalle macerie dell'antica chiesa. L'interno è caratterizzato dalla luminosità che filtra dalle grandi vetrate colorate, in cui sono i disegni di Rolando Monti che rappresentano gli strumenti della passione di Cristo. Alle quattro vetrate, come già accennato, si alternano quattro pareti in muratura, in cui le pitture monocromatiche di Dino Fantini raffigurano vicende della vita dei santi Giorgio e Caterina, la Madonna (sopra l'arco del presbiterio) e infine i membri dell'arciconfraternita dei Genovesi mentre visionano il progetto della nuova chiesa (parete sopra l'ingresso). L'interno del tempio è ornato da opere d'arte e memorie provenienti dalla chiesa distrutta.
Il presbiterio, recentemente restaurato, risulta alterato rispetto alla sistemazione originaria; non è più presente la balaustra, mentre l'altare maggiore con l'antico tabernacolo seicentesco è stato sostituito dalla sede del celebrante, sormontata dal Crocifisso ligneo del 1740 (precedentemente collocato nella seconda cappella a destra). L'opera, attribuita a un allievo di Anton Maria Maragliano, si staglia sullo sfondo delle canne dell'organo. Al centro dell'area presbiteriale si trova la mensa marmorea, consacrata dall'arcivescovo Giuseppe Mani il 26 aprile 2008.
Le sei cappelle laterali ospitano alcune opere d'arte, come la piccola statua in corallo della Vergine di Adamo (terza cappella a sinistra), che la tradizione vuole rinvenuta in mare, all'interno di una conchiglia nel XVII secolo da un capitano genovese di nome Adamo. La piccola statua, molto venerata in passato, è collocata al centro di una raggiera dorata, ornata con pietre preziose, opera di Federico Melis. Nella stessa cappella, sotto la mensa dell'altare, si trova un pezzo di terra portato da Nikolajewka sul Don, dono degli Alpini in memoria dei caduti sardi nell'ultima battaglia della ritirata e di tutti i caduti. Tra una cappella e l'altra sono collocate antiche lampade lignee processionali. Altre opere sono custodite nel museo dell'arciconfraternita, nei locali adiacenti alla chiesa.